# Kościół św. Marcina w Glince
Kościół św. Marcina w Glince – katolicki kościół filialny zlokalizowany w Glince (powiat górowski, województwo dolnośląskie) w archidiecezji wrocławskiej. Należy do parafii św. Michała Archanioła w Chróścinie.

## Historia
Pierwsze wzmianki o świątyni we wsi pochodzą z 1376. Obecna, gotycka świątynia wzniesiona została w połowie XV wieku. W XIX wieku przeszła gruntowną restaurację.

## Architektura
Obiekt jest orientowany, jednonawowy, oszkarpowany. Od zachodu przybudowana jest wieża, a od wschodu kwadratowe prezbiterium, które wieńczy szczyt ze sterczynami. Od wewnątrz prezbiterium nakryte jest sklepieniem gwiaździstym. 

## Wyposażenie
Wyposażenie jest w części XVIII-wieczne. Z tego okresu pochodzi m.in. ambona (późny barok) i klasycystyczna chrzcielnica. Obrazy olejne z XVI w.

## Otoczenie
Przy kościele stoi krzyż pokutny wykonany z kamienia. Na przykościelnym cmentarzu znajdują się natomiast nagrobki, częściowo z XVIII wieku i późniejsze (do 1945). 